# Plashetts and Tynehead
Plashetts and Tynehead var en civil parish 1866–1958 när det uppgick i Falstone och Kielder, i grevskapet Northumberland i England. Civil parish var belägen 19 km från Rochester och hade 223 invånare år 1951. Det inkluderade Falstone.